# Скиданюк Віктор Анатолійович
Скиданюк Віктор Анатолійович (нар. 8 серпня 1972, м. Луцьк) — український іконописець.

## Життєпис
Народився 08.08.1972 у м. Луцьк, де проживає і працює все життя. Писати ікони почав під час служби в армії, на початку 90-х. З тих часів художник працює у жанрі сучасного сакрального мистецтва. Основний напрям роботи — створення ікон для іконостасів. Його твори широко відомі як в Україні так і за її межами завдяки тісному співробітництву іконописця з видавництвами, що спеціалізуються на виготовленні церковної друкованої продукції. Співпрацював з Свято-Вознесенским Банченським монастирем, Свято-Успенською Почаївською Лаврою, та багатьма церквами України.